# NH농협손해보험
NH농협손해보험은 2012년 3월 농협법 개정에 의한 농협신경분리에 따라 과거 농협중앙회의 공제부문 중 손해보험 부문이 분할되어 설립된 대한민국의 손해보험사이다.

## 같이 보기
- NH농협생명보험